# Spoorlijn Neuchâtel - Pontarlier
De spoorlijn Neuchâtel - Pontarlier is een Zwitserse spoorlijn tussen Neuchâtel gelegen in kanton Neuchâtel en de Franse plaats Pontarlier.

## Geschiedenis
Het traject werd door de Compagnie Franco-Suisse (FS) op 25 juli 1860 geopend.

## Treindiensten
De treindienst wordt tussen Neuchâtel en Travers uitgevoerd door de Schweizerische Bundesbahnen (SBB) samen met de Transports Régionaux Neuchâtelois (TRN). Tussen Travers en Pontarlier is geen personenvervoer per trein. De TGV treinen tussen Neuchâtel en Pontarlier wordt beschouwd als een buitenlandse spoorverbinding.

## Aansluitingen
In de volgende plaatsen is of was er een aansluiting van de volgende spoorlijnen:

### Neuchâtel
- Jurafusslinie, spoorlijn tussen Olten en Lausanne / Genève
- Bern - Neuchâtel, spoorlijn tussen Bern en Neuchâtel
- Neuchâtel - Morteau, spoorlijn tussen Neuchâtel en Morteau

### Travers
- Travers - Buttes, spoorlijn tussen Travers en Buttes

### Pontarlier
- Frasne - Verrières-de-Joux, spoorlijn tussen Frasne en Verrières-de-Joux

## Elektrische tractie
Het traject werd geëlektrificeerd met een spanning van 15.000 volt 16 2/3 Hz wisselstroom.

## Afbeeldingen

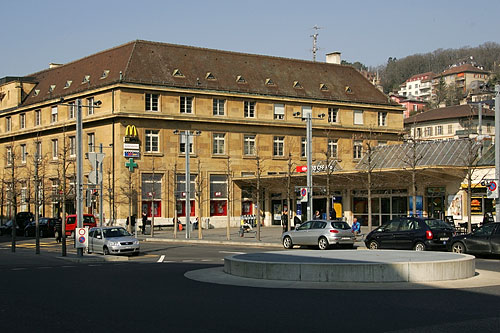
Station Neuchâtel
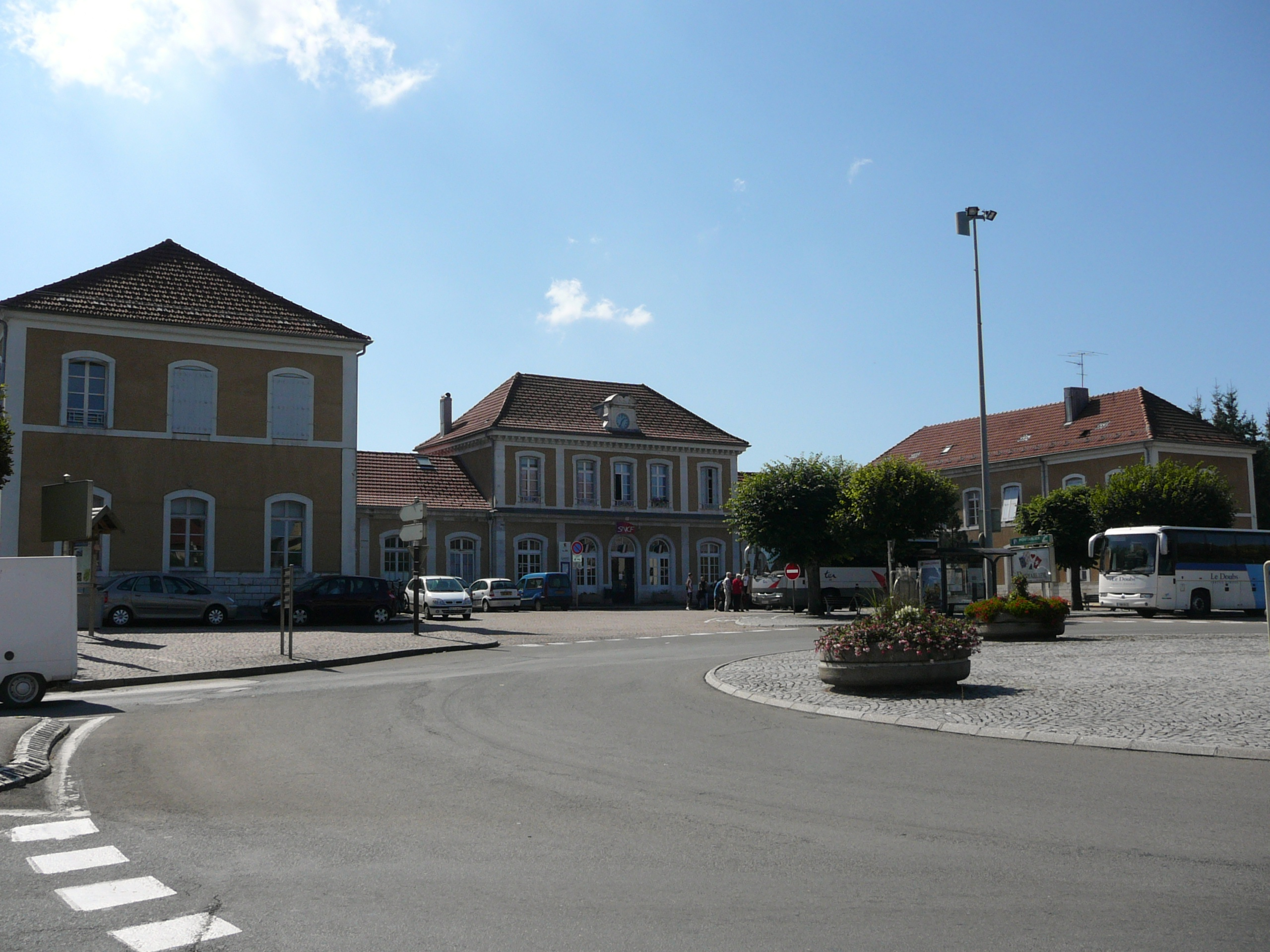
Station Pontarlier